# Johann Conrad Wegmann
Johann Conrad Wegmann (auch: Hans Conrad Weegmann) (getauft am 22. Juni 1699 in Affeltrangen; † 4. Oktober 1738 in Frankfurt am Main) war ein deutsch-schweizerischer Orgelbauer.

## Leben
Er wurde als Sohn des Tischmachermeisters Hans Joachim Wegmann und seiner Frau Margreth am 22. Juni 1699 getauft. Den Orgelbau erlernte er vermutlich bei Johann Jakob Bommer in Weingarten TG. Um 1727 vertiefte er seine Kenntnisse bei Christian Vater in Hannover, der den Einfluss Arp Schnitgers auf Wegmanns frühe Werke vermittelte. Am 5. August 1732 heiratete er Anna Maria Hedwig Stamm. Am 28. März 1732 wurde er Hoforgelbauer in Darmstadt und hatte die Privilegien für die Obergrafschaft Katzenelnbogen und die Herrschaft Eppstein inne. Wegmann begründete eine Orgelbauerdynastie, die über Generationen die Orgellandschaft Hessen prägte. Johann Christian Köhler ging bei ihm in die Lehre. Als Wegmann starb, heiratete Köhler am 20. Oktober 1739 Wegmanns Witwe und übernahm seine Werkstatt und auch seine Privilegien in Hessen-Darmstadt. Nach dem Tod Köhlers führte der Sohn Philipp Ernst Wegmann das Unternehmen fort. Der Enkel Johann Benedikt Ernst Wegmann trat zunächst als Schüler des Meistergesellen Johann Friedrich Meynecke in Erscheinung, übernahm  später aber die Werkstatt.

## Werkeliste
| Jahr | Ort               | Gebäude        | Bild | Manuale | Register | Bemerkungen                                                            |
| ---- | ----------------- | -------------- | ---- | ------- | -------- | ---------------------------------------------------------------------- |
| 1736 | Darmstadt         | Stadtkirche    |      |         |          | Reparatur der Orgel von Johann Anton Meyer (1686); nicht erhalten      |
| 1737 | Wörsdorf          | Ev. Kirche     |      | I/P     | 11       | Nicht erhalten                                                         |
| 1738 | Frankfurt am Main | Barfüßerkirche |      | III/P   | 41       | Fertigstellung der Orgel durch Johann Christian Köhler; nicht erhalten |